# Nicolas Maurice (homme politique)
Pour les articles homonymes, voir Nicolas Maurice et Maurice.
Nicolas Maurice, né le 9 octobre 1907 à Bordeaux (Gironde) et mort le 17 septembre 2000 à Royan (Charente-Maritime), est un homme politique français.

## Biographie
Photographe de profession, il est mobilisé au début de la Seconde Guerre mondiale. Rendu à la vie civile, il est cependant requis par le STO en 1942.
Son engagement en politique est tardif, au sein du mouvement poujadiste, en 1953. Il devient vice-président de l'UDCA, avec la responsabilité de l'information et de la propagande.
En 1956, il mène la liste UFF dans la 5ème circonscription de la Seine et obtient 7,7 % des voix, ce qui lui permet d'être élu député.
Farouche partisan de l'Algérie française, il dépose dès le mois de mars une proposition visant à établir symboliquement le siège de l'assemblée nationale à Alger. Le mois suivant, il propose d'amender la loi sur les dommages de guerre de 1946 pour en étendre le bénéfice aux colons d'Algérie.
Sa carrière politique s'achève avec la Quatrième République.

## Sources
Biographie sur le site de l'assemblée nationale